# Amadeo de Souza-Cardoso
Pour les articles homonymes, voir Cardoso.
Amadeo de Souza-Cardoso né le 14 novembre 1887 à Manhufe, dans la paroisse de Mancelos, à Amarante, et mort le 25 octobre 1918 à Espinho, est un peintre portugais, considéré comme proche de l'avant-garde moderniste du début du XXe siècle.

## Biographie
Sa famille était riche et elle l'incita à s'inscrire en faculté de droit à l'Université de Coimbra, mais en 1905, il abandonna son cursus de droit pour suivre des cours d'architecture à l'Académie des beaux-arts de Lisbonne. Ce cours ne le satisfaisant pas non plus, il partit pour Paris en 1906, s'installant à Montparnasse avec l'intention de continuer à étudier. Ses premières expériences artistiques connues sont des dessins et des caricatures, après quoi il se consacra à la peinture. Influencé par l'impressionnisme, l'expressionnisme, le cubisme et le futurisme, il refusa cependant toute étiquette.
En juin 1907, il commence à se consacrer à la peinture et se considère déjà comme un artiste dans les lettres qu’il écrit à sa mère. Au cours de l’été, il part en Bretagne en compagnie de son collègue, le peintre Eduardo Viana. Ils séjournent à Pont-l’Abbé, avant de visiter la Normandie. La rétrospective de Gauguin présentée au Salon d’automne, l’année précédente, au moment de son arrivée à Paris, a été déterminante dans sa compréhension de la peinture moderne, et ce voyage en Bretagne s’inscrit dans cette exploration et appréhension des réalités qui le fascinent. Au retour de Bretagne, une nouvelle révélation a lieu avec la rétrospective de Cézanne, au Salon d’automne.
En 1908, il s'installa au numéro quatorze de la Cité Falguière. Il fréquenta des ateliers pour préparer l'École des beaux-arts et l'Académie Vitti du peintre catalan Hermen Anglada Camarasa, mais ne fut pas admis. En 1910 il résida quelques mois à Bruxelles et, en 1911, il exposa des travaux au Salon des indépendants à Paris, se rapprochant peu à peu des avant-gardes et des artistes comme Amedeo Modigliani, Constantin Brancusi, Alexander Archipenko, Juan Gris et Robert Delaunay.
En 1909, il s’installe au 27, rue de Fleurus, à côté de l’appartement de Gertrude et Leo Stein. Cette même année, il fait la connaissance d’Amedeo Modigliani, dont il devient l’ami. Grâce à lui il rencontre Brancusi, Archipenko, ainsi que d’autres artistes de la communauté de la rue du Delta à Montmartre, soutenus par le médecin Paul Alexandre. À cette communauté, se joignent, entre autres, Henri Doucet, Albert Gleizes et André Le Fauconnier.
En 1912, l’album XX Dessins, préfacé par Jérôme Doucet, est bien accueilli, autant en France par le biais de La Vie et de l’article déjà cité de Vauxcelles dans Gil Blas, qu’au Portugal par le biais de l’Ilustração Portuguesa. Amadeo accomplit, pendant l’été passé en Bretagne, un nouveau manuscrit de cinquante-six pages illustrant La Légende de Saint-Julien l’Hospitalier de Gustave Flaubert. Avec sa calligraphie disposée graphiquement en réminiscence des manuscrits enluminés du Moyen Âge, il copie le texte et ajoute quinze illustrations en pleine page, qui ressemblent un peu à celles de XX Dessins.
En 1913, il envoie huit œuvres à l'Armory Show à New York, puis il retourne au Portugal, où il organise deux expositions, à Porto et à Lisbonne. Cette même année il participe également au Herbstsalon de la galerie Der Sturm à Berlin. En 1914, il rencontre Antoni Gaudí à Barcelone, et part à Madrid, où il est surpris par le début de la Première Guerre mondiale. Il retourne ensuite au Portugal, où il commence une brève carrière dans l'expérimentation de nouvelles formes d'expression, peignant avec une grande constance, au point de pouvoir, en 1916, exposer à Porto 114 œuvres sous le titre « Abstraccionismo ». Elles sont également exposées à Lisbonne, frappant dans l'un et l'autre cas par leur nouveauté et provoquant quelque scandale.
En 1914, Amadeo s’installe donc avec sa jeune épouse à la Casa do Ribeiro, dans l’atelier que son père et son oncle lui avaient construit. Le couple se rend à Lisbonne en décembre 1914 avec la ferme intention de retourner à Paris. Mais l’extension rapide du conflit dans les proportions que l’on connaît, et plus particulièrement l’aggravation quotidienne de la situation en France, retardent indéfiniment ce retour. Au cours de cette période, la production artistique d’Amadeo révèle de nouvelles modifications, avec des séries de tableaux très distinctes des voies qu’il avait développées jusqu’à l’été 1914.
Le cubisme qui se répandait dans toute l'Europe a représenté l'influence marquante dans son cubisme analytique.
Amadeo de Souza-Cardoso explora l'expressionnisme et ses derniers travaux expérimentèrent de nouvelles formes et de nouvelles techniques, comme des collages et d'autres formes d'expression plastique.
Ce qui est en jeu dans le travail d’Amadeo de Souza-Cardoso, et en particulier dans les œuvres de 1917, époque pendant laquelle il articule ses recherches sur différentes problématiques dans le cadre d’un même tableau, c’est une pratique qui déplace celles-ci vers leurs particularités, ne reprenant pas à leur compte la recherche originale d’une essence de l’espace pictorique, de la couleur et du mouvement dont le terme de simultanéité était la promesse, mais qui produit des rapports entre ces mêmes particularités à partir, non pas d’une simple dérivation, mais de la dispersion à laquelle seule une conception de la peinture comme langage peut donner lieu.
Le 25 octobre 1918, il meurt prématurément à Espinho, emporté par la grippe espagnole.

Œuvres d'Amadeo de Souza-Cardoso
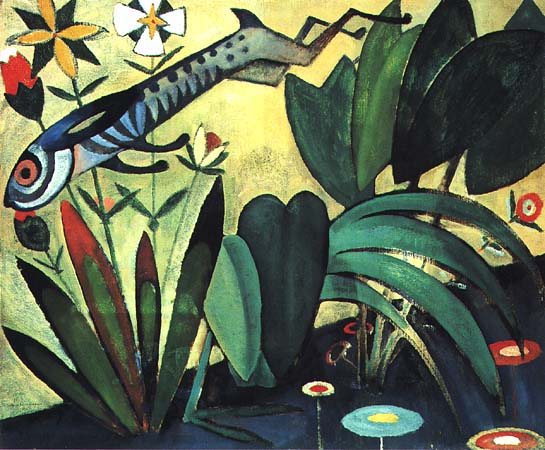
Saut du Lapin, 1911, Art Institute of Chicago.
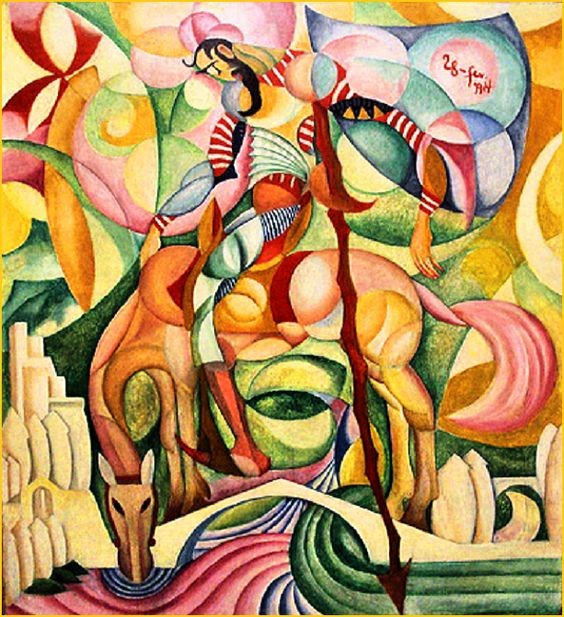
Dom Quixote, 1914.
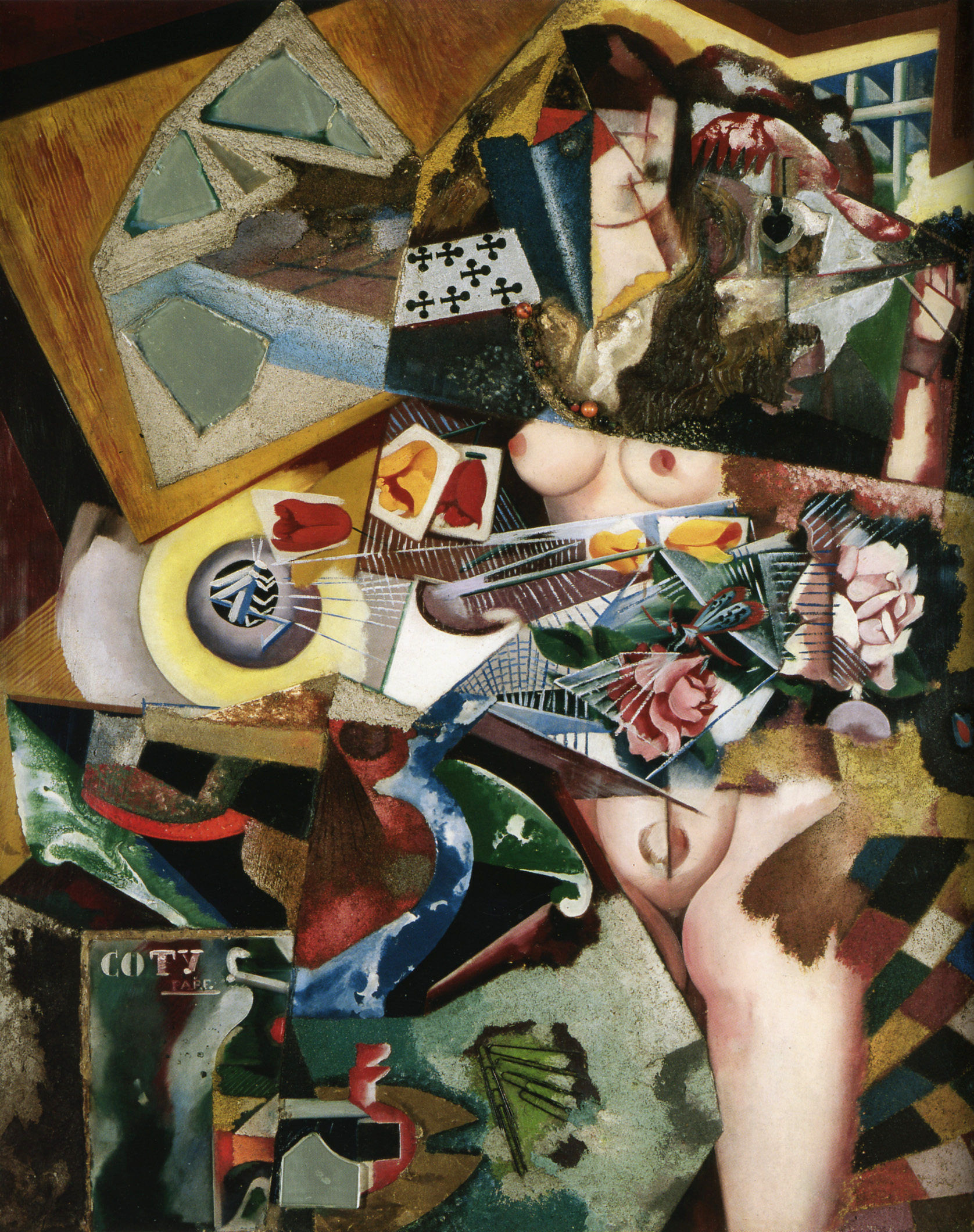
Coty, 1917, Musée Calouste-Gulbenkian, Lisbonne.
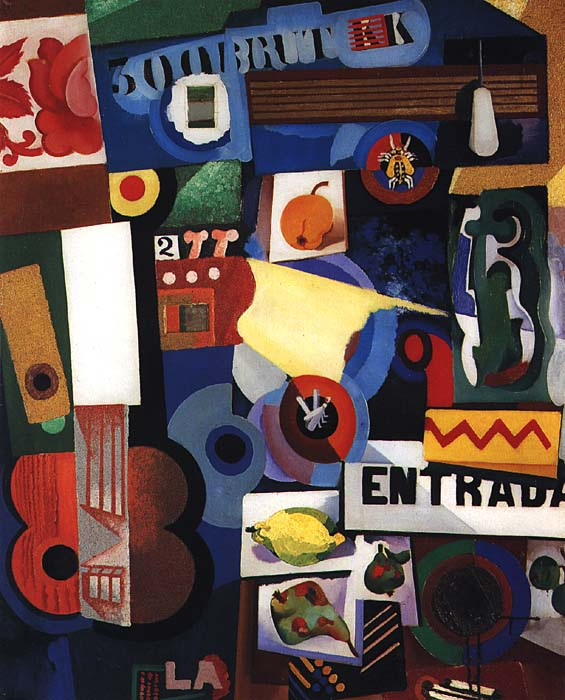
Entrada, 1917, Musée Calouste-Gulbenkian, Lisbonne.
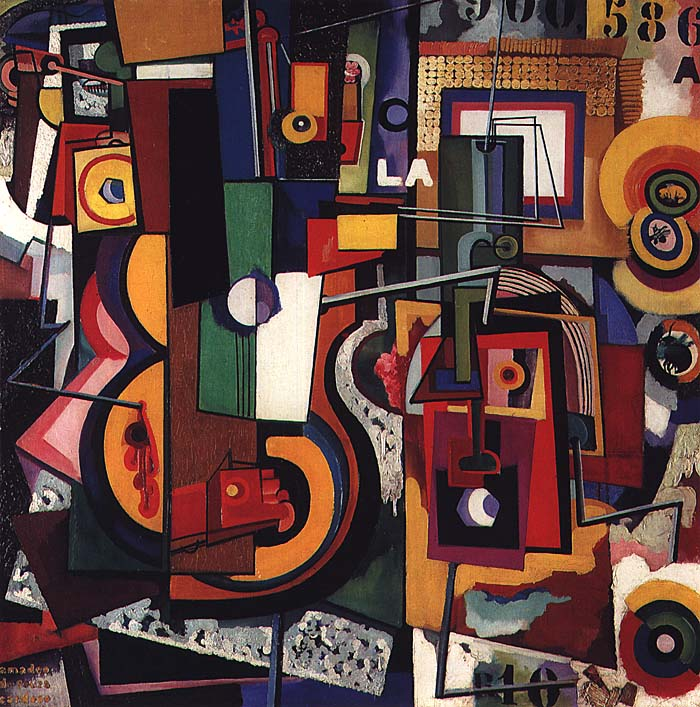
Pintura, 1917, Musée Calouste-Gulbenkian, Lisbonne.

## Expositions
- Armory Show, New York, 1913
- Erster Deutscher Herbstsalon (Premier salon d'automne allemand) organisée par Herwarth Walden, 1913
- Grand Palais, Paris - du 20 avril 2016 au 18 juillet 2016 (Voir le dossier de presse en ligne)

### Filmographie
- Amadeo de Souza-Cardoso, le dernier secret de l'art moderne de Christophe  Fonseca, France Télévisions, 2016, DVD, 53 min : documentaire produit par les Films de l'odyssée à l'occasion de l'exposition au Grand Palais.